# ویروس نوار سفید گل لاله
ویروس نوار سفید لاله (به انگلیسی: Tulip white streak virus) نام یک نوع بیماری ویروسی در لاله است. علائم بیماری به اینصورت است که در روی برگ و بموازات رگبرگ خطوط روشن تقریباً سفید و به اندازه‌های مختلف مشاهده می‌شود. در نتیجه این تغییر رنگ برگ، علائم موجدار شدن در حاشیهٔ برگ کم و بیش مشخص می‌شود. گل‌های لاله‌ای که به این ویروس آلوده می‌شوند رشد کمی دارند و شکل طبیعی خود را از دست می‌دهند. این بیماری ویروسی در اثر آلودگی ویروس نکروز نواری توتون از گل لاله جدا گردیده‌است.